# Starley
Starley Hope (Sydney, 3 ottobre 1988) è una cantante australiana.
È diventata nota nel 2016 grazie al singolo Call on Me.

## Biografia

### Gioventù
Starley Hope è nata e cresciuta a Sydney, in Australia. Successivamente si è trasferita a Londra per cercare fortuna nel campo della musica ma con scarso successo; infine è tornata in Australia per lavorare con l'etichetta Tinted Records.

### Carriera
Nel 2016 ha partecipato al brano So Into You del duo australiano Odd Mob.
Il 29 luglio 2016 ha pubblicato il singolo Call on Me, dapprima con la Tinted Records e poi il 13 ottobre anche con la Epic Records, con la quale ha avuto un buon successo internazionale, raggiungendo i primi posti in molte classifiche internazionali e ricevendo certificazioni come disco di platino e d'oro in molti paesi.

## Discografia

### Album in studio
- 2020 – One of One

### Singoli
- 2016 – Call on Me
- 2017 – Touch Me
- 2017 – Been Meaning to Tell You
- 2018 – Love Is Love
- 2018 – Signs
- 2019 – Lovers + Strangers
- 2020 – Arms Around Me
- 2020 – Let Me In
- 2020 – Better with U
- 2022 – I Just Want Your Touch (con Jolyon Petch)